# Melipotes
Melipotes es un género de aves paseriformes perteneciente a la familia Meliphagidae.

## Especies
Se reconocen las siguientes especies:
- Melipotes gymnops - mielero de las Arfak;
- Melipotes fumigatus - mielero ahumado;
- Melipotes carolae - mielero de Carlota;
- Melipotes ater - mielero moteado.